# Aktblitz
Aktblitz（アクトブリッヅ）とは、株式会社ターボデータラボラトリーが開発、販売しているオンメモリ型データ処理エンジンDayDa.Labooに接続する為のデータベース接続クライアント LIFIT とオンメモリ型データ処理エンジンDayDa.Labooのローカル版が一体となったオフィススイート、パッケージ商品である。（独語で稲妻の如く高速の意）
公式発表的にはMicrosoft OfficeのMicrosoft ExcelのGUI部分のみがLIFITに相当する。（処理部分は、DayDa.Labooエンジン）

## 特性
- 詳しくはLIFITを参照
- DayDa.Labooエンジンのライセンスによるが、（32ビット版の場合）60万〜1000万行（最大1024列(JOINテーブルの場合)）のデータを、（64ビット版の場合）では1000万〜20億行(最大1024列(JOINテーブルの場合))のデータ迄処理可能である。

## AktblitzII
Aktblitzで使用しているマクロからJavaソースを生成できる機能を持つ製品。
Javaソースを生成することでユーザ任意のロジックを組み込むことができる。

## 価格帯
- 購入価格は32bit1000万行で90万円、64bitはオープン価格(ODBCIO II プラグイン抜き）。
- メーカ直販はしていないので、「販売パートナーからの購入」又は「組込ソリューションを含めたSI導入形式」となる。
- LIFIT自体はフリー。上記料金はDayDa.Labooエンジンのライセンス料のみであるとの事。

## 上記製品を使ったSIパッケージ・ソリューション
- シイズ社のデータハンドリングソリューション[1]
- 株式会社アドバンス[2]

## 新製品（200709版）と旧製品（2006版）との差異
- DayDa.Labooエンジンとローカル版とサーバー版の接続切替
- サーバー版DayDa.Labooエンジン接続時に、テーブル、マクロファイルのアップロード、ダウンロード